# Ріо-Негро (притока Уругваю)
Ріо-Негро (ісп. Río Negro, порт. Rio Negro) — річка в Бразилії та Уругваї, ліва притока річки Уругвай. 

## Загальний опис
Бере початок в південній частині Бразильського нагір'я на схід від міста Баже (Бразилія). Після цього тече на південний захід, перетинає кордон Уругваю і на своєму шляху ділить територію цієї країни на дві частини — північну та південну.
Поблизу Пасо-де-лос-Торос побудована гребля і створено водосховище Рінкон-дель-Бонет (інші назви — Габріель-Терра або Ріо-Негро), яке є одним з найбільших водосховищ Південної Америки (1 070 км²) та забезпечує роботу ГЕС Габріель-Терра. У нижній течії знаходяться інші дві гідроелектростанції, Байгоррія і Палмар, що перетворює річку на важливе джерело гідроелектроенергії. Після гребель річка тече на захід повз місто Мерседес, а потім зливається з Уругваєм в Соріано.
У гирлі річки знаходиться кілька островів, найбільшими з яких є Візкано, Лобос і Інфанте. Загальна довжина Ріо-Негро близько 750 км, однак судноплавство можливе лише на відстані 70 км від гирла.

## Галерея

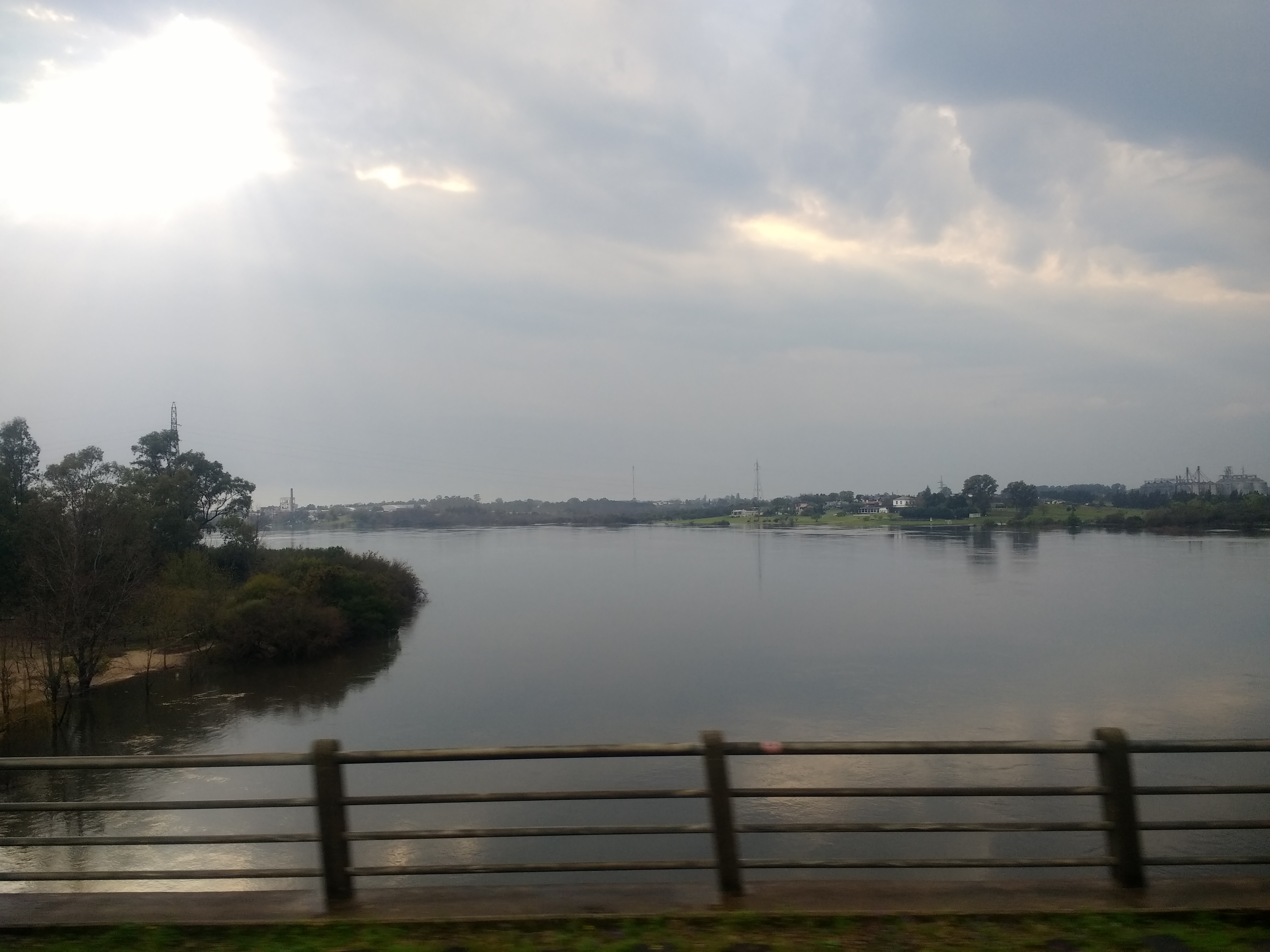
Річка Ріо-Негро
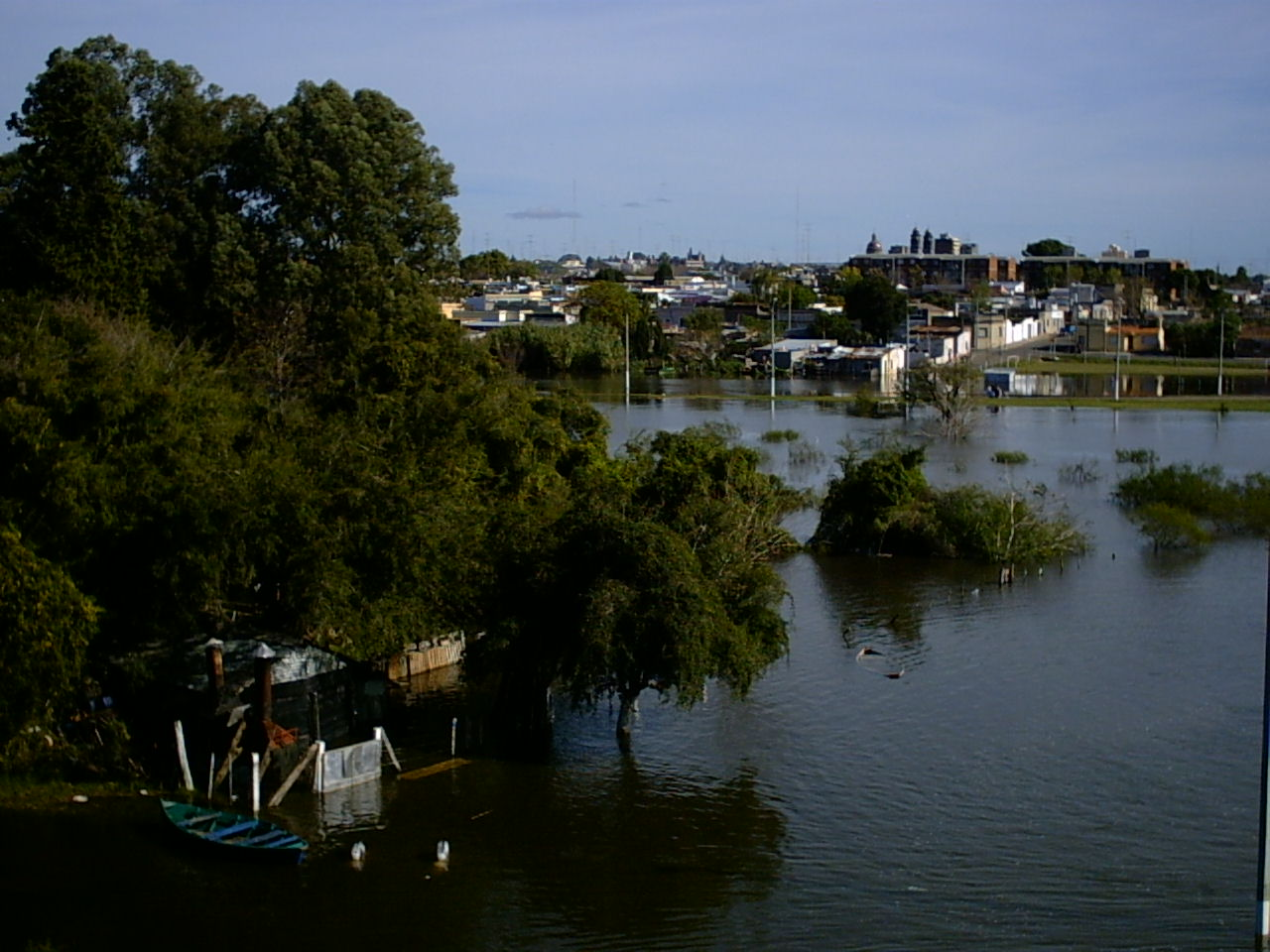
Річка Ріо-Негро у місті Мерседес
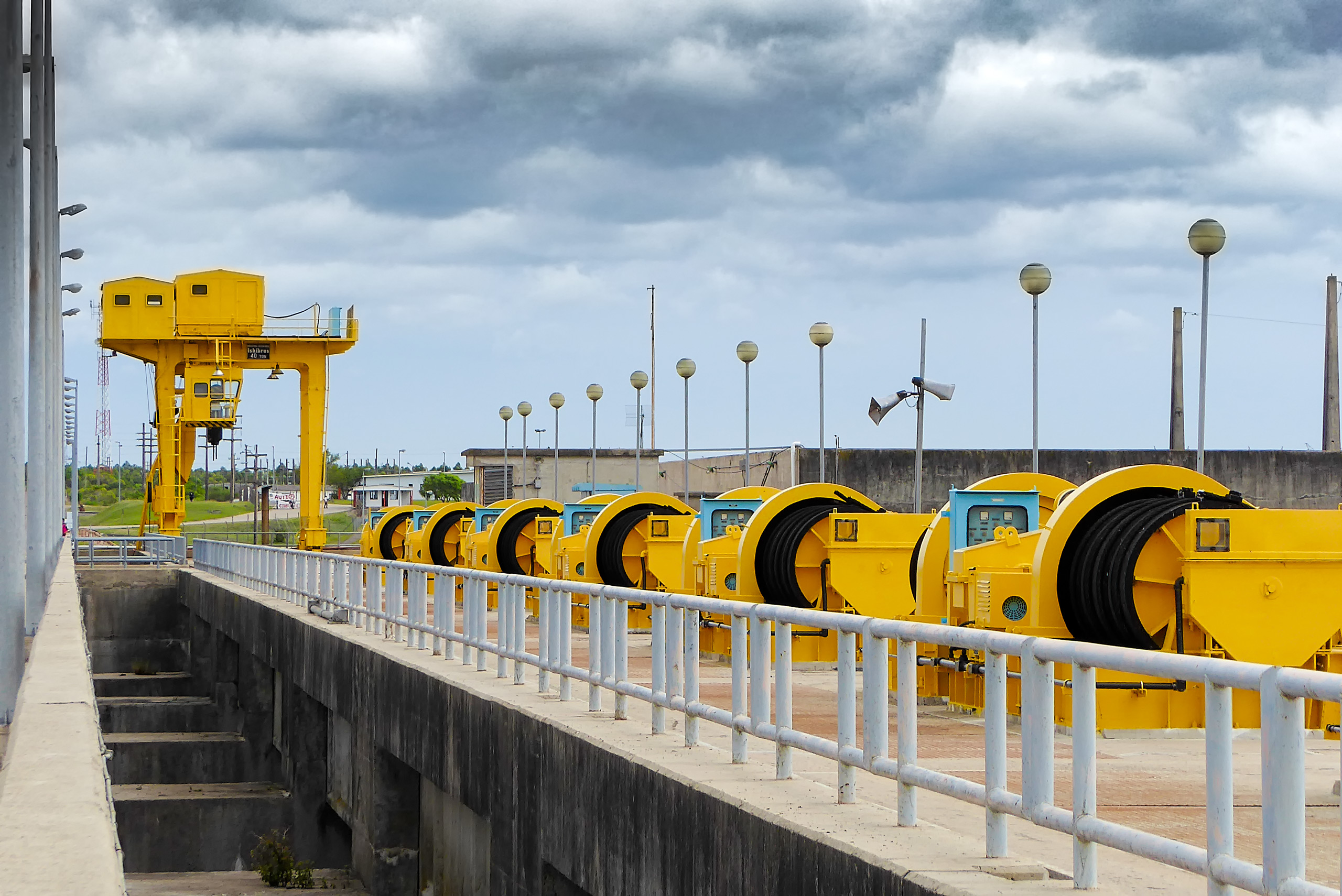
Плотина Палмар
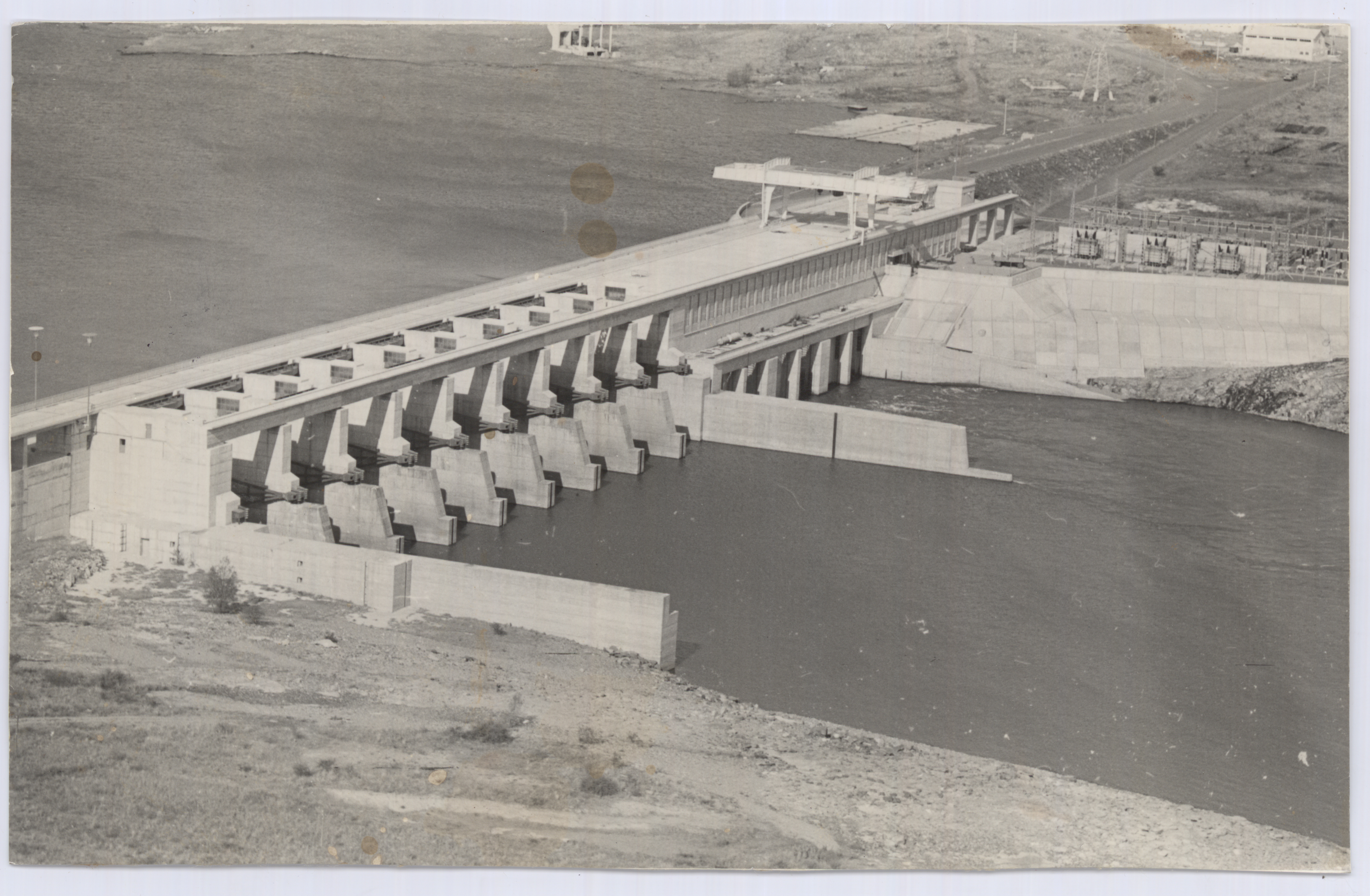
Плотина Байгоррія